# トリー・ウィルソン
- トーリー・ウィルソン

トリー・ウィルソン（Torrie Anne Wilson、1975年7月24日 - ）は、アメリカ合衆国の女子プロレスラー、ディーヴァ。本名はビクトリア・アン・ウィルソン（Victoria Anne Wilson）。アイダホ州ボイシ出身。アメリカのプロレス団体WWEに所属していた。雑誌『PLAYBOY』の表紙を2003年、2004年の2度にわたり飾ったことがある。

## 来歴
プロレスラーになる以前は1997年からフィットネスのモデルとして活躍しており、既に名前も知られていた。ビクトリアはフィットネスモデル時代からの知り合いである。
プロレス界に入ったきっかけは、1999年にWCWからスカウトされたことによる。WCWではリック・フレアーの息子であるデビッド・フレアーや、ビリー・キッドマン、シェーン・ダグラス、ケビン・ナッシュなどのマネージャー役を務める。2000年12月にWCWから解雇されたが、2001年1月にWWF（現：WWE）入りする。WCW出身であったことから、WWFとWCW / ECW連合軍（アライアンス）の抗争ストーリーが展開されていたときにはアライアンスに所属し、同じくWCW出身のステイシー・キーブラーとタッグを組んでいた。
アライアンスのストーリーが終了後、スマックダウンにてタジリのアングル上の恋人となり、マネージャー役を務めた。後にビリー・キッドマンとタジリが抗争するストーリーが展開されるが、ストーリーはトリー・ウィルソンがタジリから去ってアングル上ビリー・キッドマンと恋人になることで決着する。しかしキッドマンと恋人関係でありながら、メイヴェンと恋人関係であったりと謎である。ビリー・キッドマンとはこのストーリー以前から実生活においても恋人関係であった。
2002年、トリーの実の父親がWWEに登場。アングル上ドーン・マリーが父親の愛人となり、抗争ストーリーを展開した。2004年にはケンゾー・スズキがトリーにほれ込み、それに嫉妬したヒロコと抗争するというストーリーが展開された。両者は2005年2月5日のスマックダウンさいたまスーパーアリーナ大会「ROAD TO WRESTLEMANIA 21 JAPAN TOUR」において対戦している。下着姿になったほうが負け、というルールの試合において勝利し、ヒロコはリング上で下着姿になった。
2005年のグレート・アメリカン・バッシュにてメリーナに敗北の後、キャンディスと共にRAWに移籍した。
当初は新人であったアシュリーを虐めるキャラとしてヒールターンを果たしていたが、抗争中にキャンディスとビクトリアに裏切られる形でトリッシュ・ストラタスチームに加入しベビーターンする。
プライベートでは、2003年にビリー・キッドマンと結婚したが、2006年10月に離婚。
2007年6月11日、ドラフトによりRAWからスマックダウンに移籍・復帰。ペットのクロエも同じく「移籍」した。移籍後はジミー・ワン・ヤンのマネージャーとして、カウボーイ姿で活動していた。
2008年、腰の痛みなどから自らWWEを退団した。
2009年、レッスルマニア25のミスレッスルマニアバトルロイヤルに出場し、一夜限りの復帰を果たした。
2012年、MLB のスーパースター選手、アレックス・ロドリゲス（ニューヨーク・ヤンキース）と交際。
2018年、結婚を発表。
2019年3月、WWE殿堂入りが決定した。
2020年6月、WWEによって愛犬クロエが17歳で死去したことが報じられる。

## 得意技
DDT
ノーズジョブ
Xファクターと同型。
スティンク・フェイス

## 入場曲
- Lo-Fi Groove
- Shadows
- Need A Little Time
- Not Enough For Me
- A Girl Like That (Eleventh Hour)